# Eureka (film, 2023)
Pour les articles homonymes, voir Eurêka (homonymie).
Pour plus de détails, voir Fiche technique et Distribution.
Eureka est un film argentino-franco-portugais réalisé par Lisandro Alonso sortie en 2023, .

## Fiche technique
- Titre original : Eureka
- Réalisation : Lisandro Alonso
- Scénario : Lisandro Alonso, Martín Caamaño (es) et Fabián Casas (es)
- Photographie : Mauro Herce et Timo Salminen
- Pays de production :  France,  Portugal,  Argentine
- Format : Couleurs
- Genre : drame
- Durée : 140 minutes
- Dates de sortie : 
  - France : 19 mai 2023 (Festival de Cannes, Cannes Première), 28 février 2024 (en salles)

## Distribution
- Viggo Mortensen : Murphy
- Chiara Mastroianni : Maya, la colonelle
- Rafi Pitts : Randall, le hors-la-loi
- Luisa Cruz : la nonne
- Alaina Clifford : Alaina, la policière
- Sadie Lapointe : Sadie, sa nièce
- Villbjork Malling : Molly
- Adanilo : l'autochtone qui disparaît
- Marcio Marante : le colonel

## Distinction

### Sélection
- Festival de Cannes 2023 : Cannes Première